# Neustift (Freising)
Neustift ist ein im Nordosten des geschlossenen Stadtgebietes gelegener Stadtteil der Großen Kreisstadt Freising im oberbayerischen Landkreis Freising.

## Geschichte
Durchgeführte Grabungen zeigten schon eine befestigte Höhensiedlung der Hallstattzeit. Das St. Peter und Paul geweihte Prämonstratenserkloster in Neustift wurde 1141 durch Bischof Otto I. von Freising mit Unterstützung der Markgrafen von Österreich gegründet. Der Ort Neustift gehörte zur entsprechenden Hofmark des Klosters. 1803 wurde das Kloster im Zuge der Säkularisation aufgelöst und diente von 1803 bis 1905 als Kaserne. 1906 bis 1971 war darin eine Tuchfabrik sowie Wohnungen und Büroräume untergebracht.  Seit 1987 ist Neustift Sitz des Landratsamts Freising. Der ehemalige Festsaal des Klosters ist heute Sitzungssaal des Kreistags.
Die 1818 gegründete Gemeinde Neustift umfasste auch die heutigen Freisinger Ortsteile Ast, Tuching, Altenhausen. Am 1. Januar 1905 wurde Neustift wegen der desolaten finanziellen Lage auf eigenen Wunsch nach Freising eingemeindet. Der heutige Stadtteil Neustift umfasst mehr als ehemalige Gemeindegebiet und wird im Westen durch die Mainburger Straße begrenzt.
An der im Süden verlaufenden Bahnstrecke München–Regensburg gab es den Haltepunkt Neustift⊙, an dem bis 1973 die Züge der Hallertauer Lokalbahn hielten.
Neustift hatte 2014 insgesamt 6003 Einwohner. Zum 1. Januar 2019 war die Einwohnerzahl auf 6796 angewachsen. Das Gelände der ehemalige General-von-Stein-Kaserne im Nordwesten des Stadtteils wird zu einem Wohngebiet umgestaltet in dem auch ein Einkaufszentrum und eine Schule entstanden bzw. im Bau sind. Die bestehende Sternschule wird im Anschluss geschlossen.

## Sehenswürdigkeiten
- Kloster Neustift
- Pfarrkirche St. Peter und Paul
- Pfarrhaus Neustift, nachklassizistisch, 1859

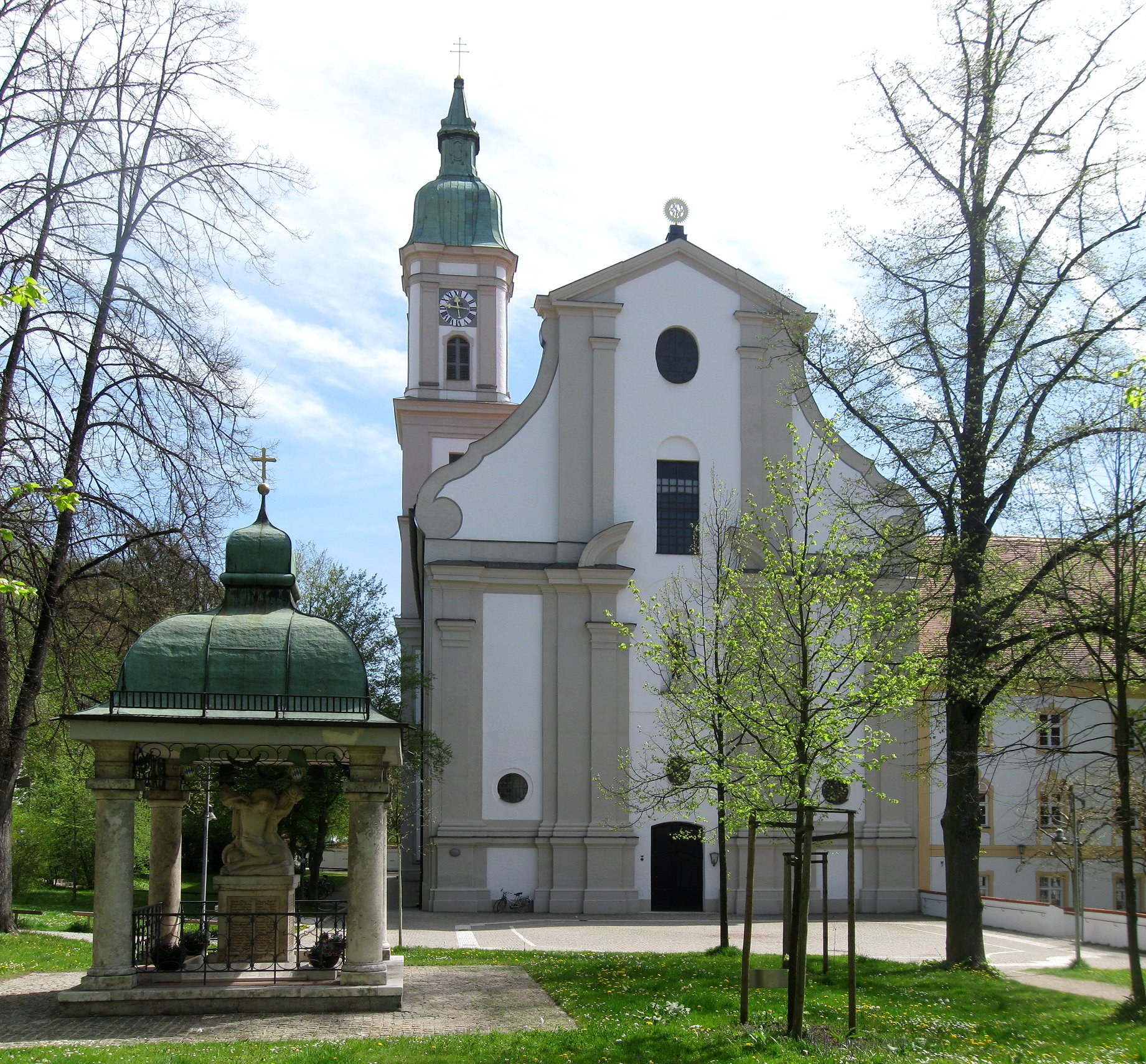
Sankt Peter und Paul (im Vordergrund das Kriegerdenkmal)
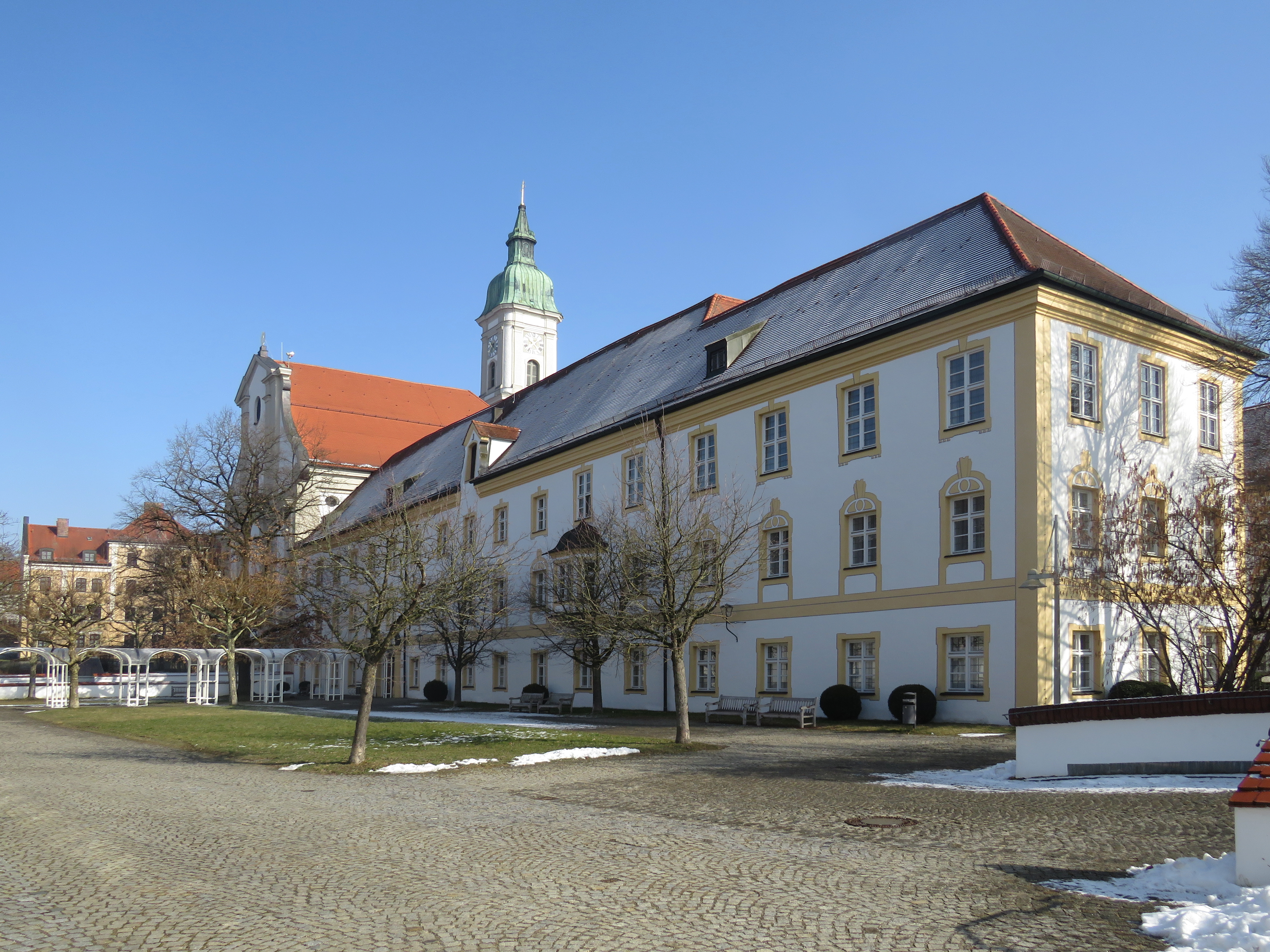
Der Innenhof des Klosters Neustift (heute Landratsamt), im Hintergrund Sankt Peter und Paul
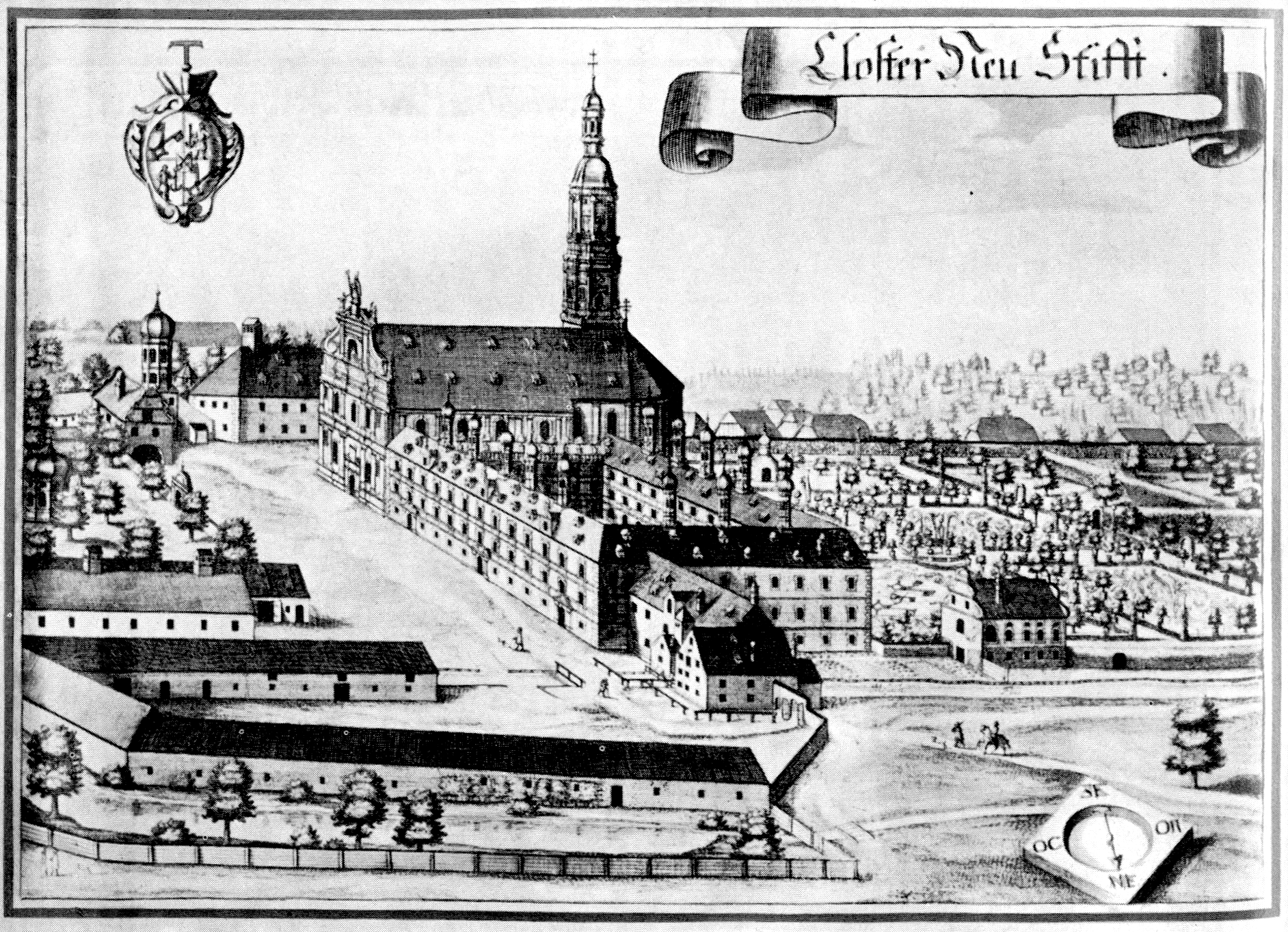
Alte Ansicht des Klosters